# John Macaluso
John Macaluso (ur. 30 czerwca 1968 w Commack w stanie Nowy Jork) – amerykański perkusista i wokalista, muzyk sesyjny. Członek zespołów Artlantica, HolyHell, Masterlast, MCM, Mistheria, Stygia oraz Unwritten Pages. Od 2006 roku tworzy w ramach solowego projektu John Macaluso & Union Radio.
Były członek zespołów TNT,Ark, Fool's Game, Holy Mother, Starbreaker, Magni Animi Viri, Mastercastle, Riot, Powermad, Masi oraz TNT. Występował także w grupach Vitalija Kuprija, Jamesa LaBrie (Mullmuzzler), Jørna Lande, George'a Lyncha oraz Yngwie'ego Malmsteena. Jako muzyk sesyjny i koncertowy współpracował m.in. z Symphony X i KRS-One.
Muzyk jest endorserem instrumentów firm Paiste, Evans i Tamburo.